# Aleiodes perplexus
Aleiodes perplexus är en stekelart som först beskrevs av Charles Joseph Gahan 1917.  Aleiodes perplexus ingår i släktet Aleiodes och familjen bracksteklar. Inga underarter finns listade i Catalogue of Life.